# Teulisna pendleburyi
Teulisna pendleburyi là một loài bướm đêm thuộc phân họ Arctiinae, họ Erebidae.